# ساي غراي
ساي غراي هو عسكري كندي، ولد في 1917 في سو ساينت ماري في كندا، وتوفي في 27 أغسطس 1944.